# Comitatul Beaver, Alberta
Comitatul Beaver, Alberta, Canada  este un district municipal situat central în Alberta. Districtul se află în Diviziunea de recensământ 10. El se întinde pe suprafața de 3,315.84 km2  și avea în anul 2011 o populație de 5,689 locuitori.
Cities Orașe
--
Towns Localități urbane
- Tofield
- Viking

Villages Sate
- Holden
- Ryley

Summer villages Sate de vacanță
--
Hamlets, cătune
- Bruce
- Kinsella

Așezări
- Aspen Estates
- Bardo
- Beaver Creek Estates
- Beaver Meadow Estates
- Beaverhill Estates
- Birch Grove Estates
- Cinnamon Ridge Estates
- Country Squire
- Dodds
- El Greco Estates
- Forest Glenn
- Haight
- Islet Lake Estates
- Joyland and Jade Estates
- Kingsway Estates
- Lindbrook
- Lindbrook Estates
- Lori Estates
- Meadowbrook Estates
- Miquelon Estates
- Park Glen Estates
- Philips
- Phillips
- Poe
- Rolling Glory Estates
- Royal Glenn Estates
- Shonts
- Torlea
- Whispering Hills

1. 1 2  Population and dwelling counts, for Canada, provinces and territories, and census subdivisions (municipalities), 2016 and 2011 censuses – 100% data (în engleză), 20 februarie 2019